# Yimmy Gómez
Yimy Andrés Gómez Palacio, futbolísticamente conocido como Yimy Gómez (Caloto, Cauca, Colombia; 4 de agosto de 1999) es un futbolista colombiano. Juega como portero y su equipo actual es el Independiente Medellín de la Categoría Primera A de Colombia.

## Inicios
Sus inicios en el fútbol se dieron en las divisiones menores del america de cali y luego pasa a las divisiones menores del Independiente Medellín , donde tuvo destacadas actuaciones que lo hicieron merecedor de integrar en diferentes ocasiones la Selección Antioquia con la que logró varios títulos a nivel juvenil. Ha hecho parte también de diversos microciclos con la Selección de fútbol sub-20 de Colombia.

## Independiente Medellín
Debido a sus destacadas actuaciones en divisiones menores, desde 2017 integra el primer equipo del Independiente Medellín como tercer y cuarto arquero.

## Clubes
| Club                   | País     | Año             | Partidos |
| ---------------------- | -------- | --------------- | -------- |
| Independiente Medellín | Colombia | 2017 - 2021     | 0        |
| Fortaleza CEIF         | Colombia | 2021 - 2022     | 64       |
| Barranquilla F. C.     | Colombia | 2023            | 14       |
| Independiente Medellín | Colombia | 2023 - (Actual) | 0        |

## Palmarés

### Campeonatos nacionales
| Título        | Club                   | País     | Año  |
| ------------- | ---------------------- | -------- | ---- |
| Copa Colombia | Independiente Medellín | Colombia | 2019 |
| Copa Colombia | Independiente Medellín | Colombia | 2020 |